# Nektar (mytologi)
 For alternative betydninger, se Nektar. (Se også artikler, som begynder med Nektar)
Nektar (græsk: νέκταρ) er i den græske mytologi en gudedrik, som giver dem udødelighed sammen med ambrosia.